# Dick Gephardt
Richard Andrew Gephardt, detto Dick (Saint Louis, 31 gennaio 1941), è un politico e avvocato statunitense, membro della Camera dei Rappresentanti per lo stato del Missouri dal 1977 al 2005 e leader del Partito Democratico alla Camera dal 1989 al 2003.

## Biografia
Nato in una famiglia modesta, dopo gli studi alla Northwestern University Gephardt si laureò in legge all'Università del Michigan. Nel 1976, quando la deputata democratica Leonor Sullivan decise di andare in pensione abbandonando il Congresso, Gephardt si candidò per il seggio e vinse le elezioni.
Negli anni a venire ottenne dagli elettori altri tredici mandati ed ebbe una buona popolarità, nonostante nel 1988 avesse tentato con scarso successo la campagna presidenziale. Nel 1989 venne nominato leader di maggioranza alla Camera e mantenne la carica fino al 1995, quando cioè il Partito Democratico perse la maggioranza. Gephardt tuttavia fu nominato leader di minoranza.
Nel 2003 annunciò la sua candidatura per le presidenziali del 2004 e quindi decise di non chiedere la rielezione alla Camera dopo ventisette anni. La campagna elettorale tuttavia per la seconda volta non diede i frutti sperati da Gephardt, che si posizionò quarto nelle primarie e fu costretto anche ad abbandonare il Congresso nel 2005, visto che non aveva chiesto un altro mandato.
Ideologicamente Gephardt ha avuto posizioni piuttosto oscillanti. Partito come moderato, si spostò sempre più verso sinistra nel corso degli anni, pur mantenendo alcune caratteristiche centriste (come il sostegno alla guerra in Iraq). Dopo la fine della sua carriera da deputato Gephardt si è dedicato a delle consulenze, collaborando ad esempio con Goldman Sachs.